# Resonanzauspuff

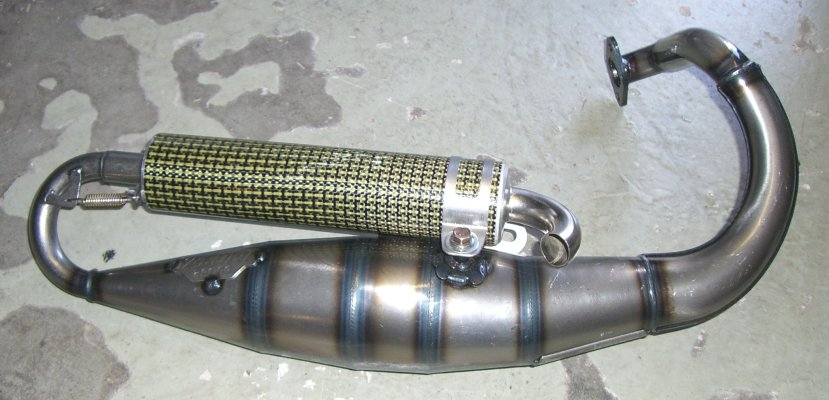
Resonanzauspuff der Marke Yasuni (Modell „R“), dessen Endschalldämpfer aus Platzgründen nach oben geschwungen ist

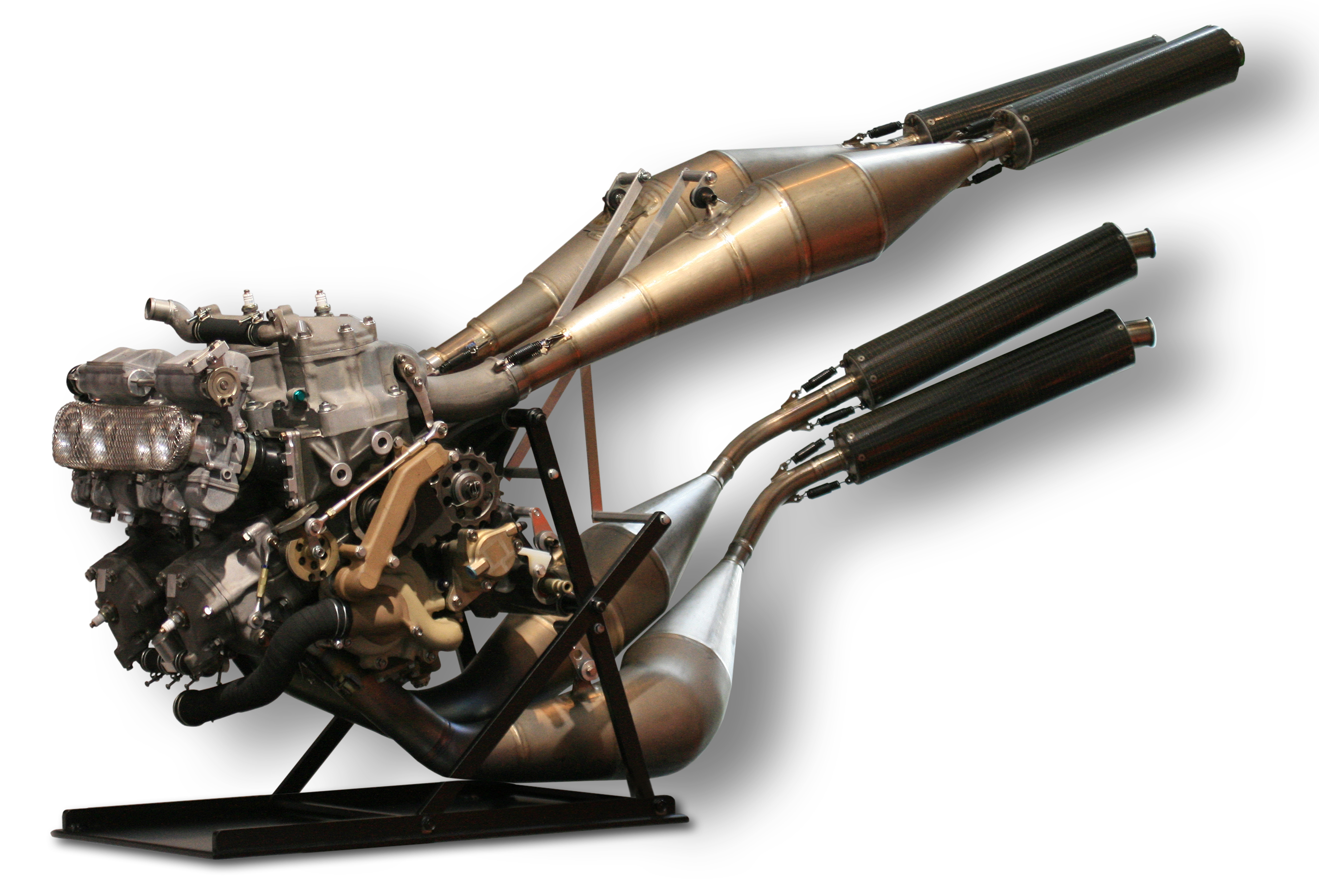
V4-Motor einer Honda NSR 500 mit Resonanzauspuff

Ein Resonanzauspuff ist eine Abgasanlage von Verbrennungsmotoren, die besonders zur Leistungsoptimierung bei Zweitaktmotoren eingesetzt wird. In der MZ-Rennsportabteilung befasste sich Walter Kaaden damit. Er fand heraus, dass die Nutzung von Resonanzwellen des Auspufftraktes zu einer wesentlichen Leistungssteigerung führt und entwickelte den Resonanzauspuff, der im Renn- und Modellsport sowie bei Straßenfahrzeugen zum Einsatz kommt.
Dieser Auspuff besteht grundsätzlich aus sechs Teilen: dem Krümmer, ein meist gebogenes Rohr mit konstantem Durchmesser, der an den Auslass des Zylinders angeschlossen wird, einen sich öffnenden Konus (der sogenannte Diffusor), ein zylindrisches Mittelstück, ein sich schließender Gegenkonus (Reflektor), das Druckrohr, ein Rohr konstanten Durchmessers und bestimmter Länge, an welches sich der letzte Teil des Resonanzauspuffes, der Schalldämpfer, anschließt.
Seine Grundfunktion besteht darin, die Abgas-Druckwelle (das sogenannte „Puff“), die beim Öffnen des Auslassschlitzes in den Auspuff drückt, verzögert am Gegenkonus zu reflektieren. Durch den Diffusor entsteht zwischen Zylinder und dem Anfang des Konus  eine Sogwirkung (negativer Druckgradient) am Auslass, die das Abgas mit aus dem Zylinder fördert. Der vom hinten liegenden Gegenkonus reflektierte Teil der Druckwelle schwingt über die Länge der Auspuff-Strecke wieder zurück zum Auslasskanal und schiebt dabei eventuell in den Auspuff entwichenes Frischgas wieder zurück in den Zylinder, wodurch der Zylinder auch von der Auslassseite her wieder mit Gemisch „aufgeladen“ wird. Eine optimale Zylinderfüllung wird bei der sogenannten Resonanzdrehzahl erreicht.